# Alycia Butterworth
Alycia Butterworth, född 1 oktober 1992, är en friidrottare från Kanada. Hon deltog vid olympiska sommarspelen 2020.